# Claudia Jones
Claudia Jones (née Claudia Vera Cumberbatch le 15 février 1915 et morte le 24 décembre 1964) est une journaliste et féministe radicale trinidadienne. Sa famille a émigré aux États-Unis où elle devient une activiste politique du nationalisme noir à travers le Parti communiste des États-Unis d'Amérique, utilisant le pseudonyme de « Jones » pour se protéger. À cause de ses activités politiques, elle est expulsée en 1955 et s'installe au Royaume-Uni. Elle fonde le premier journal noir britannique, The West Indian Gazette, en 1958.

## Jeunesse
Claudia Vera Cumberbatch est née à Port-d'Espagne, Trinité-et-Tobago, le 21 février 1915. Quand elle eut 9 ans, sa famille émigra à New York à la suite de la chute des prix du cacao dans son pays d'origine. Sa mère meurt 5 ans plus tard et son père trouve du travail pour entretenir sa famille. Jones gagne le Theodore Roosevelt Award pour « Bonne Citoyenneté » à son école. En 1932, à cause de ses conditions de vies précaires, elle contracte la tuberculose, une maladie qui endommage irrémédiablement ses poumons et qui la tourmentera jusqu'à la fin de sa vie. Elle sort diplômée du lycée, mais sa famille est si pauvre qu'elle ne peut assister à la cérémonie de remise des diplômes.

## Carrière aux États-Unis
Malgré ses capacités intellectuelles, elle est classée dans la catégorie des femmes émigrantes, ce qui limite ses choix de carrières. Au lieu d'entrer à l'université, Jones travaille dans une blanchisserie puis trouve d'autres emplois à Harlem. Pendant ce temps, elle rejoint un groupe d'art dramatique et écrit une rubrique appelée "Claudia Comments" pour un journal d'Harlem.
En 1936, alors qu'elle essaie de trouver des organisations pour soutenir les Scottsboro Boys,, elle adhère au Parti communiste des États-Unis d'Amérique. En 1937, elle rejoint l'équipe éditoriale du Daily Worker, elle est promue rédactrice du Weekly Review en 1938. Après que la jeune ligue communiste soit devenue Ligue des jeunes communistes des États-Unis pendant la Seconde Guerre mondiale, Jones devient rédactrice pour le mensuel Spotlight. Après la guerre, elle devient secrétaire exécutive au Women's National Commission, secrétaire pour la Commission des femmes du parti communiste des États-Unis (CPUSA) et, en 1952, elle prit le même poste au National Peace Council. En 1953, elle prend la direction éditoriale de Negro Affairs.

### An End to the Neglect of the Problems of the Negro Woman!
Jones est connue pour avoir écrit An End to the Neglect of the Problems of the Negro Woman! (En finir avec la négligence des problèmes de la femme noire !) qui parait en 1949 dans le magazine Political Affairs. Elle y développe ce qui deviendra plus tard une analyse intersectionnelle dans un cadre marxiste, Elle écrit :

« The bourgeoisie is fearful of the militancy of the Negro woman, and for good reason. The capitalists know, far better than many progressives seem to know, that once Negro women begin to take action, the militancy of the whole Negro people, and thus of the anti-imperialist coalition, is greatly enhanced.
Historically, the Negro woman has been the guardian, the protector, of the Negro family.... As mother, as Negro, and as worker, the Negro woman fights against the wiping out of the Negro family, against the Jim Crow ghetto existence which destroys the health, morale, and very life of millions of her sisters, brothers, and children.
Viewed in this light, it is not accidental that the American bourgeoisie has intensified its oppression, not only of the Negro people in general, but of Negro women in particular. Nothing so exposes the drive to fascization[sic] in the nation as the callous attitude which the bourgeoisie displays and cultivates toward Negro women. »

Traduction :

« La bourgeoisie a peur du militantisme de la femme Noire, et elle a de bonnes raisons d'avoir peur. Les capitalistes savent, mieux que de nombreux progressistes, qu'une fois que les femmes Noires commencent à prendre des mesures, le militantisme de tout le peuple noir, et donc de la coalition anti-impérialiste, est grandement améliorée.
Historiquement, les femmes Noires ont été les gardiennes, les protectrices, de la famille Noire... En tant que mère, que Noire, et que travailleuse, la femme noire se bat contre l'éradication de la famille des Noires, contre l'existence des ghettos de Jim Crow qui détruisent la santé, le moral et de nombreuses vies de ses sœurs, frères et enfants.
Vu sous cet angle, ce n'est pas par hasard que la bourgeoisie américaine a intensifié son oppression, pas seulement contre le peuple Noir en général, mais contre les femmes Noires en particulier. Rien n'est autant exposé à la volonté de fascisation (sic) dans la nation que l'attitude impitoyable que la bourgeoisie affiche et cultive envers les femmes Noires. »

## Expulsion
À cause de son appartenance au Parti communiste des États-Unis d'Amérique, et de diverses activités associatives, Jones est arrêtée en 1948 et condamnée dans un premier temps à une peine de prison. Incarcérée à Ellis Island, elle est menacée d'expulsion vers la Trinité.
À la suite d'un interrogatoire avec le service d'immigration et de naturalisation, on la déclare en violation du McCarran Act car elle n'était pas citoyenne américaine et a rejoint le Parti Communiste. Plusieurs témoins certifient qu'elle a joué un rôle dans les activités du parti, et elle avait elle-même déclaré être membre du parti depuis 1936. Elle est condamnée à l’expulsion le 21 décembre 1950.
En 1951, à seulement 36 ans et en prison, elle souffre de sa première attaque cardiaque. La même année, elle est jugée et condamnée avec 11 autres personnes, dont son amie Elizabeth Gurley Flynn, d'« activité anti-américaines » en vertu du Smith Act et plus particulièrement d'activités contre le gouvernement des États-Unis. La Cour suprême rejette son appel. En 1955, Jones purge sa peine d'un an et un jour à la Federal Reformatory for Women d'Alderson (Virginie-Occidentale). Elle est relâchée le 23 octobre 1955.
On lui refuse de retourner à Trinité-et-Tobago, en partie à cause du gouverneur, le Major General Sir Hubert Elvin Rance qui considère qu'elle pourrait provoquer des troubles. On lui offre finalement de vivre au Royaume-Uni pour des raisons humanitaires et les autorités fédérales donnent leur accord dès qu'elle arrête de contester son arrêt d’expulsion. Le 7 décembre 1955, à l'Hotel Theresa à Harlem, 350 personnes se rassemblent pour son départ.

## Carrière au Royaume-Uni
Claudia Jones arrive à Londres deux semaines plus tard, à l'époque de la construction de l'Empire Windrush et de l'expansion de la Communauté afro-caribéenne du Royaume-Uni. Mais en rejoignant la même communauté politique qu'elle vient de quitter aux États-Unis, elle est déçue de constater que beaucoup de britanniques communistes sont hostiles envers une femme noire.

### Activisme
Elle arrive en Angleterre au moment où beaucoup de propriétaires, de magasins et même quelques établissements publics affichent des pancartes marquées « Pas d'irlandais, pas de noirs, pas de chiens »[réf. nécessaire]. Jones commença par s'impliquer dans la Communauté afro-caribéenne du Royaume-Uni pour organiser l'accès aux services de base, ainsi que le jeune mouvement pour l'égalité des droits.
Encouragée par ses amis Trevor Carter, Nadia Cattouse, Amy Ashwood Garvey, Beryl McBurnie, Pearl Prescod et son mentor Paul Robeson, Jones fit campagne contre le racisme et les discriminations raciales en matière de logement, d'éducation et d'emploi. Elle prit la parole lors de rassemblements pour la paix et des congrès syndicaux, elle visita le Japon, la Russie, et la Chine, où elle rencontra Mao Zedong.
Au début des années 1960, malgré sa faible santé, Jones aide à organiser des campagnes contre le 1876 Immigration Act, qui rendait plus difficile la migration vers le Royaume-Uni pour les non-blancs. Elle fit également campagne pour la libération de Nelson Mandela, et s'exprima contre le racisme.

### The West Indian GazetteetAfro-Asian Caribbean News, 1958
Claudia Jones était d'avis que les « gens sans voix étaient comme des agneaux à l'abattoir ». Par conséquent, en 1958 au-dessus d'un barbier, à Brixton, elle fonde et édite le journal anti-impérialiste et anti-raciste, The West Indian Gazette and Afro-Asian Caribbean News (WIG). Le journal devint un contributeur clé à la prise de conscience de la communauté noir britannique.
Jones écrit son dernier essai, The Caribbean Community in Britain, dans Freedomways:

« The newspaper has served as a catalyst, quickening the awareness, socially and politically, of West Indians, Afro-Asians and their friends. Its editorial stand is for a united, independent West Indies, full economic, social and political equality and respect for human dignity for West Indians and Afro-Asians in Britain, and for peace and friendship between all Commonwealth and world peoples »

Traduction :

« Le journal a servi de moteur, accélérant la prise de conscience, socialement et politiquement, des Antillais, des Afro-Asiatiques et leurs amis. Sa ligne éditoriale était pour une Antille indépendante et Unie, avec des égalités sociales, économiques et politiques et le respect de la dignité humaine pour les Antillais et les Afro-Asiatiques en Grande-Bretagne, et pour la paix et l'amitié entre tous les peuples du Commonwealth et du monde »

Toujours à court d'argent,  WIG  ferma huit mois et quatre éditions après la mort de Jones en décembre 1964.

### Notting Hill riotsetCaribbean Carnival, 1959

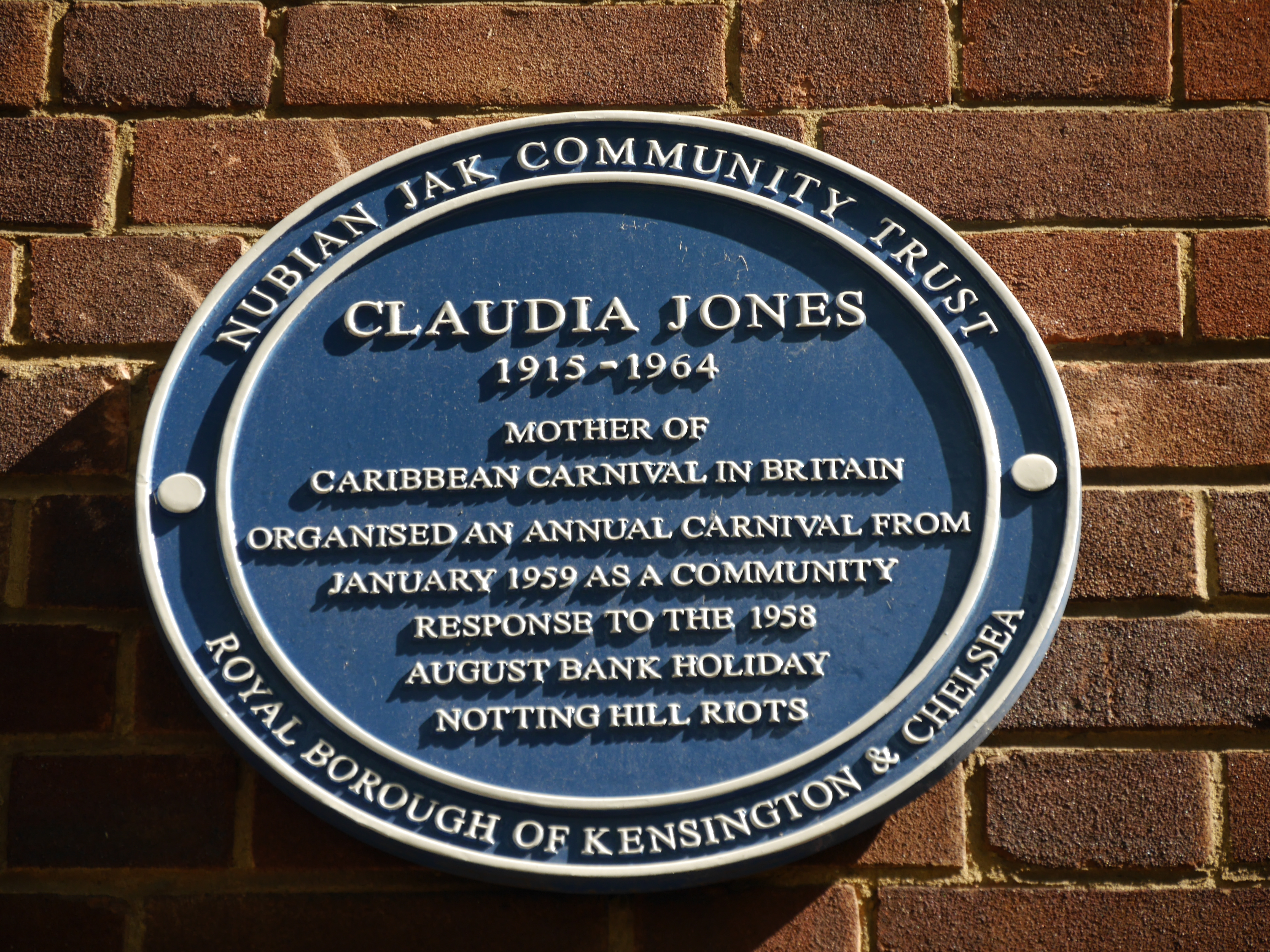
Plaque de Claudia Jones, Notting Hill

En août 1958, des émeutes raciales éclatent dans les quartiers de Londres de Notting Hill ä Londres et de Robin Hood Chase à Nottingham. Jones se met en lien avec des leaders de la communauté noire britannique ainsi qu'avec divers leaders nationalistes noirs dont  Cheddi Jagan de la Guyane britannique, Norman Manley de Jamaïque, Eric Williams de Trinité-et-Tobago, Phyllis Shand Allfrey et Carl La Corbinière de la Fédération des Indes occidentales.
Jones éprouva le besoin de « laver le goût de Notting Hill et de Nottingham de nos bouches » (wash the taste of Notting Hill and Nottingham out of our mouths). Il fut suggéré que la communauté noire britannique devait avoir un carnaval ; c'était en décembre 1958, donc la question suivante fut : « En hiver ? ». Jones utilisa alors ses connexions pour obtenir l'utilisation du St Pancras Town Hall en janvier 1959 pour le premier carnaval de Mardi gras, qui fut dirigé par Edric Connor, et qui présenta la troupe de danse Boscoe Holder (en), le guitariste de jazz Fitzroy Coleman et la chanteuse Cleo Laine; il a été retransmis à la télévision par la BBC. Ces premières célébrations ont été incarnées par le slogan : « A people's art is the genesis of their freedom » (L'art d'un peuple est la genèse de leur liberté).
Une note de bas de page sur la couverture de la brochure souvenir originelle de 1959 était : « A part of the proceeds [from the sale] of this brochure are to assist the payments of fines of coloured and white youths involved in the Notting Hill events » (Une partie des recettes de la vente de cette brochure est destiné à payer les amendes de jeunes de couleur et blancs impliqués dans les événements de  Notting Hill). Jones et la West Indian Gazette (en) ont également organisé cinq autres carnavals annuels en intérieur dans des salles de Londres : Seymour Hall (à Seymour Place (en)), Porchester Hall (en) et Lyceum Ballroom, événements considérés comme des précurseurs du grand carnaval de Notting Hill.

## Mort
Jones mourut la veille de Noël 1964, âgé de 49 ans, et a été trouvée le jour de Noël à son appartement. Un examen post-mortem a déclaré qu'elle avait eu une crise cardiaque, dû à la maladie de son cœur et à la tuberculose.
Ses funérailles ont eu lieu le 9 janvier 1965 ; de nombreuses personnalités politiques ont assisté à la cérémonie. Sa tombe est à gauche de celle de son héros, Karl Marx, au cimetière de Highgate, dans le nord de Londres. Un message de Paul Robeson y a été lu :

« It was a great privilege to have known Claudia Jones. She was a vigorous and courageous leader of the Communist Party of the United States, and was very active in the work for the unity of white and coloured peoples and for dignity and equality, especially for the Negro people and for women. »

Traduction :

« Ce fut un grand privilège d'avoir connu Claudia Jones. Elle était une leader vigoureuse et courageuse du Parti communiste des États-Unis, et a été très active dans le travail pour l'unité des peuples blancs et de couleur et de la dignité et de l'égalité, en particulier pour les Noirs et pour les femmes. »

## Héritage
Les membres noirs du National Union of Journalists' ont dédié un jour annuel à la mémoire de Claudia Jones Memorial en octobre, pendant le Mois de l'histoire des Noirs, pour honorer Jones et célébré sa contribution au journalisme noir britannique.
La fondation Claudia Jones fut fondée à Londres en 1982 pour soutenir les femmes et familles de l'héritage Africain-Caribéen.
La pièce de théâtre A Rock in Water de Winsome Pinnock (en) en 1989 est inspirée de la vie de Claudia Jones,.
En octobre 2008, la poste britannique Royal Mail commémore Jones avec l'édition d'un timbre spécial.
En août 2008, une plaque bleue fut posée au coin sud de Tavistock Road et Portobello Road commémorant Claudia Jones en tant que « Mère du carnaval Caribéen au Royaume-Uni »,. Elle fait face à une autre plaque bleue (au coin nord de la même intersection) commémorant Rhaune Laslett-O'Brien (en), elle aussi fortement inscrite dans la genèse du carnaval de Notting Hill. 

Dans la foulée, une autre plaque commémorative, celle-là en bronze, a été posée sur le Tabernacle (en),, un centre culturel dans Powis Square (en) servant de quartier général au carnaval de Notting Hill. 

Une autre plaque bleue en son honneur a été posée en 2021 sur la maison au 6 Meadow Road, Vauxhall, habitée par Jones pendant quatre ans.
Jones est citée dans la liste des 100 Grands noirs britannique.

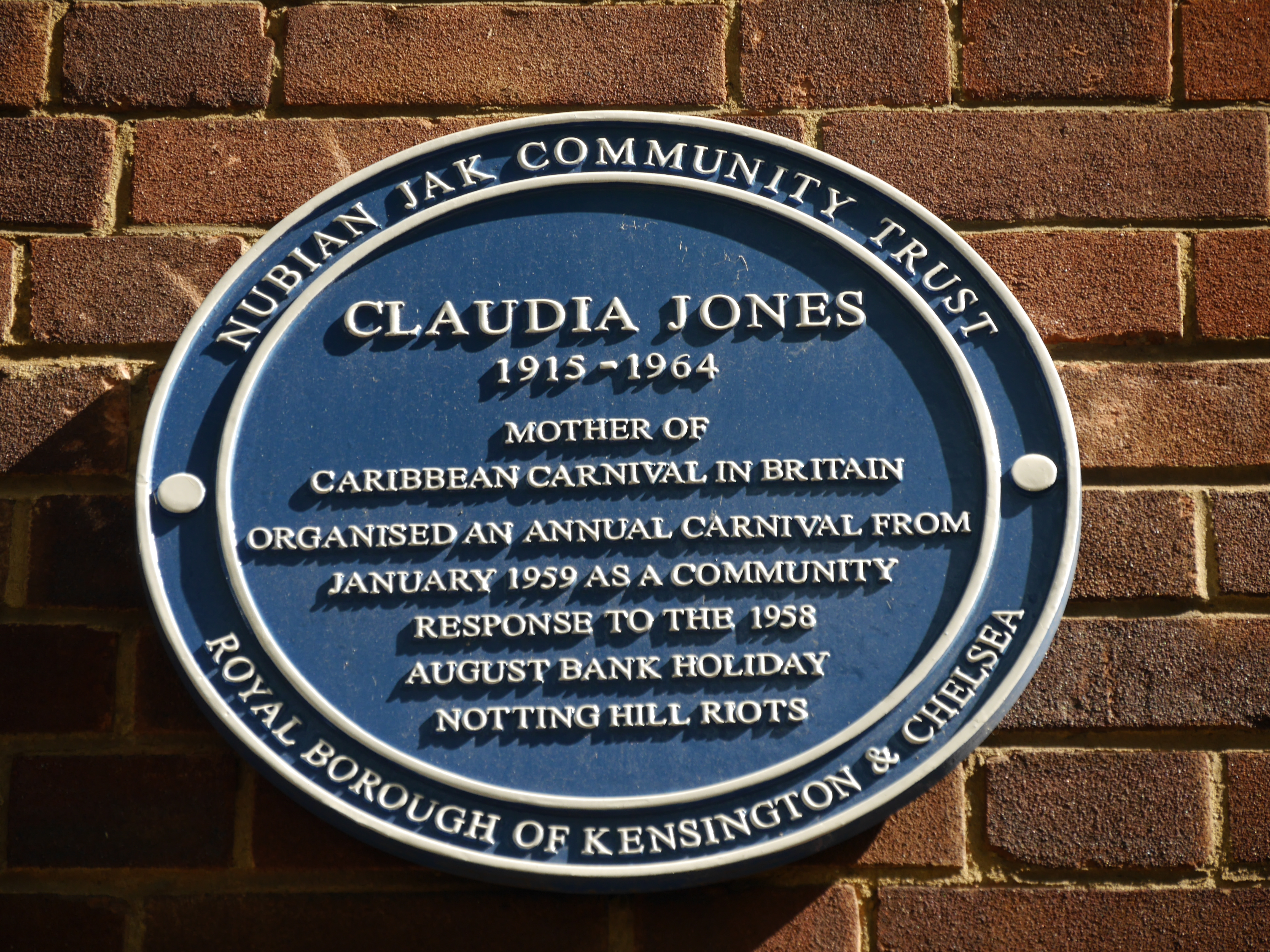
Blue plaque pour Claudia Jones, Notting Hill
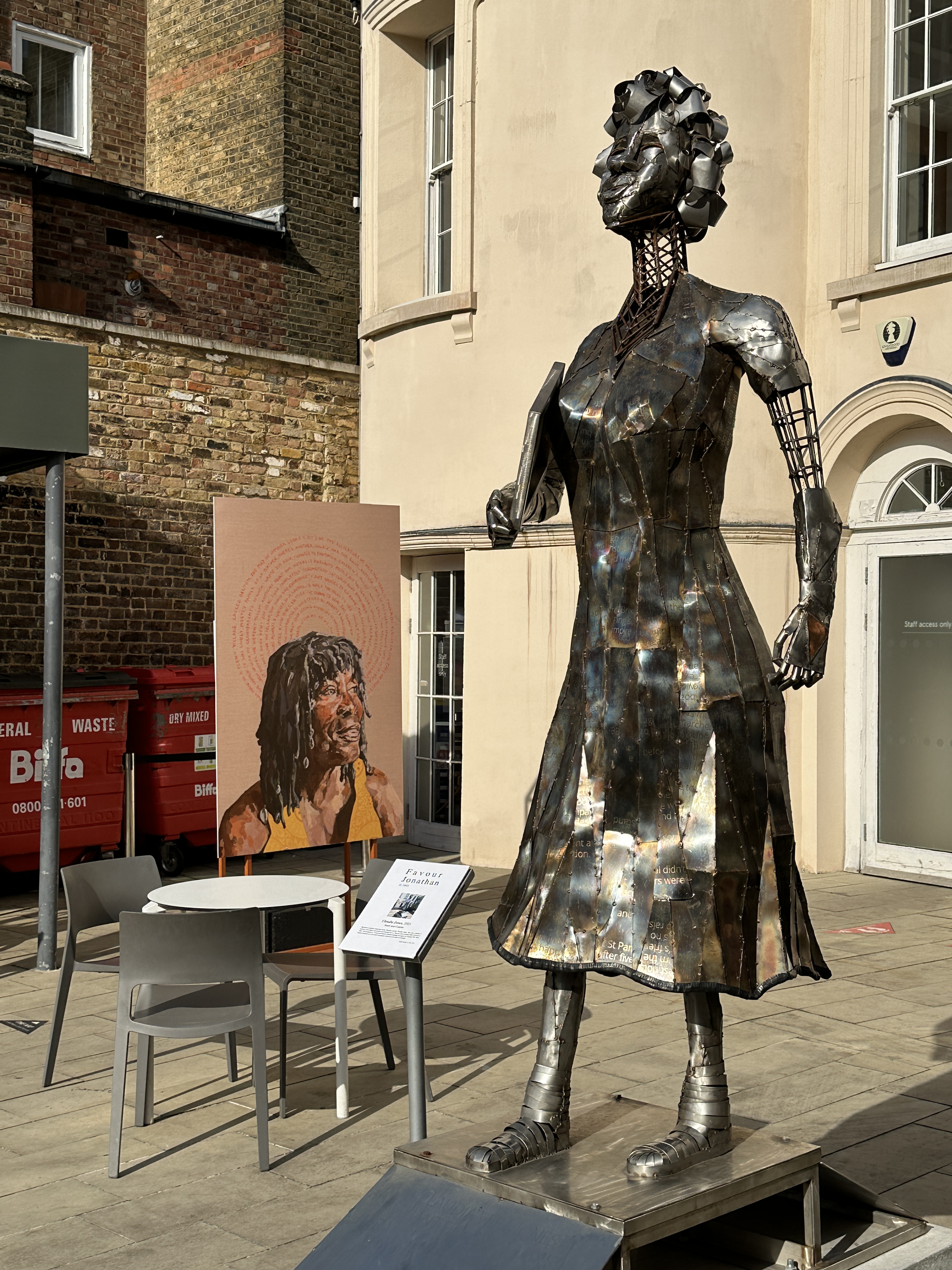
Claudia Jones by Favour Jonathan, Black Cultural Archives, Brixton
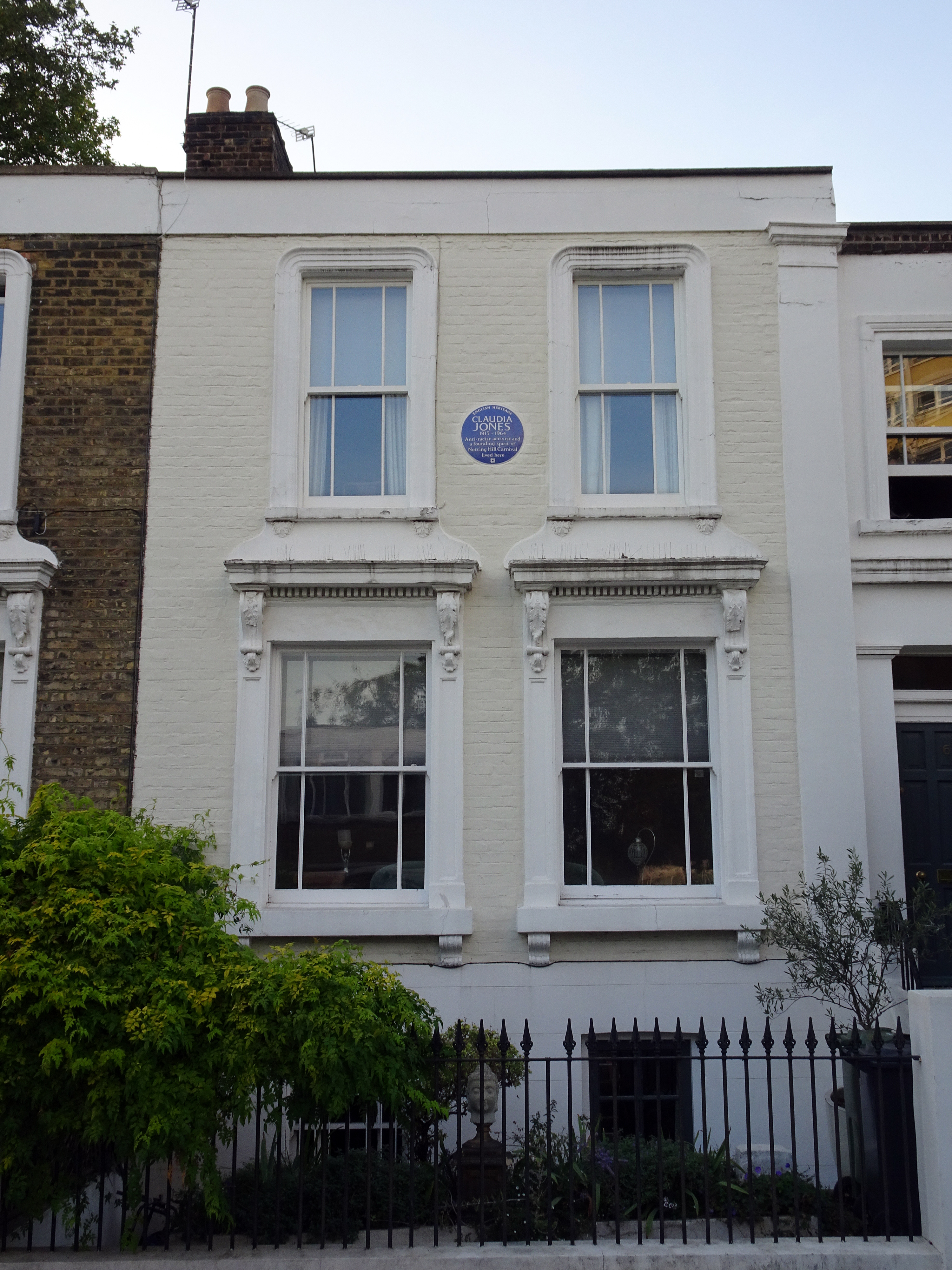
Plaque bleue au 6 Meadow Road, Vauxhall
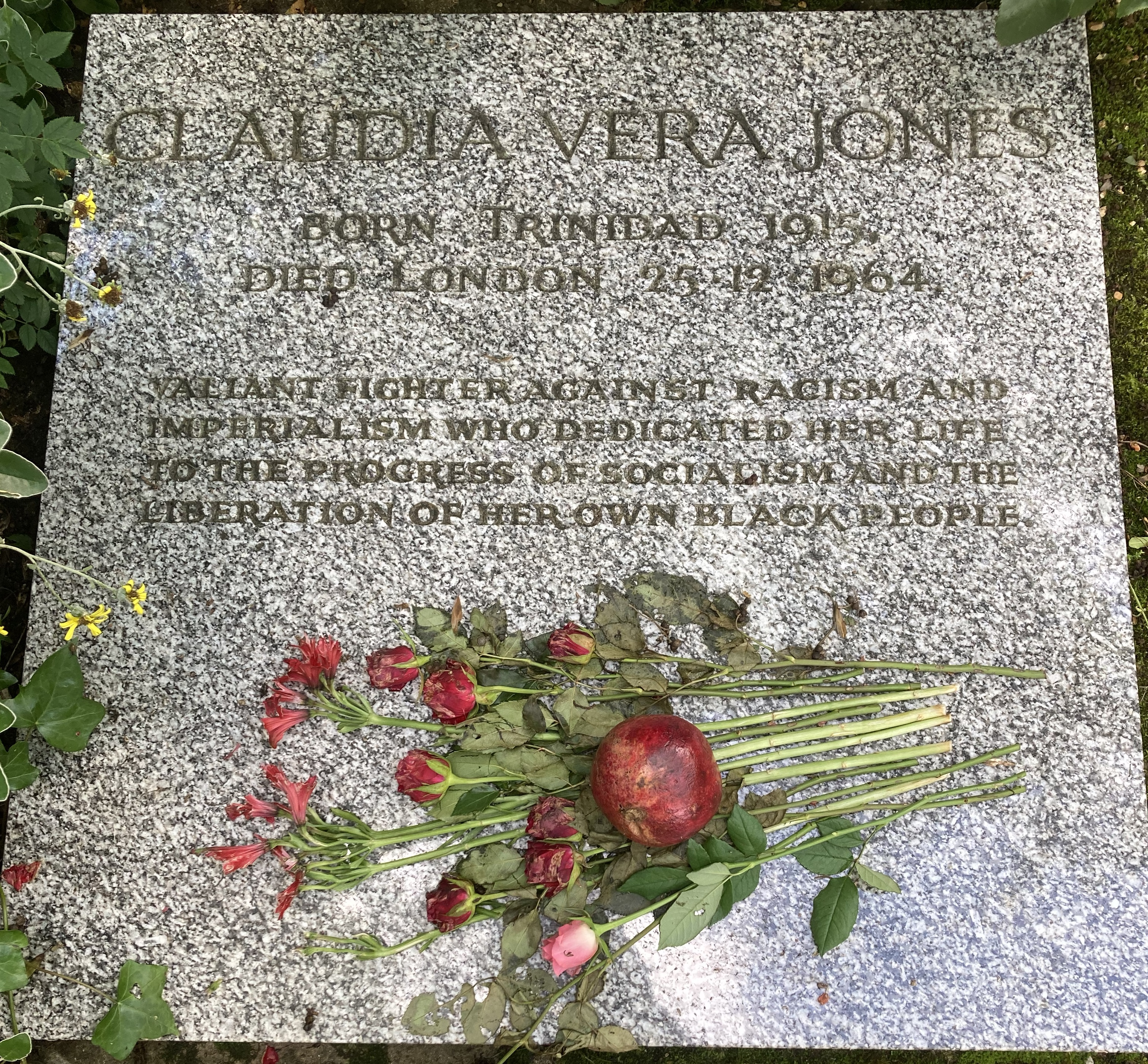
Tombe de Claudia Jones au cimetière de Highgate

## D'autres lectures
- (en) Carole Boyce Davies, Left of Karl Marx: The Political Life of Black Communist Claudia Jones, Duke University Press, 2007 (présentation en ligne).
- (en) Beverly Guy-Sheftall, Words of Fire: an Anthology of African-American Feminist Thought, The New Press, 1995.
- (en) Donald Hinds, Colin Prescod et Marika Sherwood, Claudia Jones: A Life in Exile, Lawrence & Wishart, 2000.
- (en) Walter T. Howard, We Shall Be Free!: Black Communist Protests in Seven Voices, Philadelphia, Temple University Press, 2013.
- (en) Manning Marable et Leith Mullings, Let Nobody Turn Us Around: Voices of Resistance, Reform, and Renewal, Rowman & Littlefield, 2009.
- (en) Mary Helen Washington, « Alice Childress, Lorraine Hansberry and Claudia Jones: Black Women Write the Popular Front », dans Bill V. Mullin and James Smethurst, Left of the Color Line: Race, Radicalism and 20th Century United States Literature, Chapel Hill, University of North Carolina Press, 2003.